# A Swingin' Christmas
A Swingin' Christmas è un album natalizio di Tony Bennett, uscito nel 2008.

## Tracce
1. "I'll Be Home for Christmas" (Gannon, Kent, Ram) [2:12]
2. "Silver Bells" (Evans, Livingston) [3:17]
3. "All I Want for Christmas Is You (A Christmas Love Song)" (Alan Bergman, Marilyn Bergman, Johnny Mandel) [4:18]
4. "My Favorite Things" (Oscar Hammerstein II, Richard Rodgers) [2:55]
5. "Christmas Time Is Here" (Guaraldi, Mendelson) [3:59]
6. "Winter Wonderland" (Bernard, Smith) [2:31]
7. "Have Yourself a Merry Little Christmas" (Blane, Martin) [4:36]
8. "Santa Claus Is Coming to Town" (Coots, Gillespie) [2:53]
9. "I've Got My Love to Keep Me Warm" – with Antonia Bennett (Berlin) [3:31]
10. "The Christmas Waltz" (Cahn, Styne) [3:22]
11. "O Christmas Tree" (Traditional) [3:27]

## Curiosità
- L'album è stato nominato per il premio come Miglior Album Pop Vocal tradizionale ai 52° Grammy Awards.